# Jearl Miles-Clark
Jearl Atawa Miles-Clark (ur. 4 września 1966 w Gainesville) – amerykańska lekkoatletka specjalizująca się w biegach na dystansach 400 m i 800 m, czterokrotna uczestniczka igrzysk olimpijskich (Barcelona 1992, Atlanta 1996, Sydney 2000, Ateny 2004), złota (1996) oraz srebrna (1992) medalistka olimpijska w biegach sztafetowych 4 × 400 metrów. Zwyciężyła również w biegu sztafetowym, podczas olimpiady w 2000 roku, jednak po aferze dopingowej Marion Jones w 2008 roku medal został jej odebrany. W 2010 roku Trybunał Arbitrażowy ds. Sportu przywrócił jednak medale wszystkim oprócz Jones zawodniczkom ze sztafety USA, uznając, że obowiązujące w 2000 roku przepisy nie pozwalały zdyskwalifikować całego zespołu z powodu dopingu jednego zawodnika.
Wielokrotna medalistka mistrzostw świata.

## Sukcesy sportowe
- czterokrotna mistrzyni Stanów Zjednoczonych na dystansie 400 m – 1993, 1995, 1997, 2002
- czterokrotna mistrzyni Stanów Zjednoczonych na dystansie 800 m – 1998, 1999, 2003, 2004[2]
- czterokrotna halowa mistrzyni Stanów Zjednoczonych na dystansie 400 m – 1995, 1997, 1998, 1999
- halowa mistrzyni Stanów Zjednoczonych na dystansie 800 m – 2001[3]

## Igrzyska olimpijskie
| Miejsce | Dzień       | Rok  | Miejscowość | Konkurencja        | Czas biegu  | Strata   | Zwycięzca        |
| ------- | ----------- | ---- | ----------- | ------------------ | ----------- | -------- | ---------------- |
| 9.      | 3 sierpnia  | 1992 | Barcelona   | bieg na 400 m      | 50,57 s     | + 1,76 s | Marie-José Pérec |
| srebro  | 8 sierpnia  | 1992 | Barcelona   | sztafeta 4 × 400 m | 3:20,92 min | + 0,72 s | WNP              |
| 5.      | 29 lipca    | 1996 | Atlanta     | bieg na 400 m      | 49,55 s     | + 1,30 s | Marie-José Pérec |
| złoto   | 30 sierpnia | 1996 | Atlanta     | sztafeta 4 × 400 m | 3:20,91 min | -        | -                |
| 10.     | 23 września | 2000 | Sydney      | bieg na 800 m      | 1:59,44 min | + 3,29 s | Maria Mutola     |
| złoto   | 30 września | 2000 | Sydney      | sztafeta 4 × 400 m | 3:22,62 min | -        | -                |
| 6.      | 23 sierpnia | 2004 | Ateny       | bieg na 800 m      | 1:57,27 min | + 0,89 s | Kelly Holmes     |

## Mistrzostwa świata
| Miejsce | Dzień       | Rok  | Miejscowość | Konkurencja        | Czas biegu  | Strata   | Zwycięzca         |
| ------- | ----------- | ---- | ----------- | ------------------ | ----------- | -------- | ----------------- |
| 5.      | 27 sierpnia | 1991 | Tokio       | bieg na 400 m      | 50,50 s     | + 1,37 s | Marie-José Pérec  |
| srebro  | 1 września  | 1991 | Tokio       | sztafeta 4 × 400 m | 3:20,15 min | + 1,72 s | ZSRR              |
| złoto   | 17 sierpnia | 1993 | Stuttgart   | bieg na 400 m      | 49,82 s     | -        | -                 |
| złoto   | 22 sierpnia | 1993 | Stuttgart   | sztafeta 4 × 400 m | 3:16,71 min | -        | -                 |
| brąz    | 8 sierpnia  | 1995 | Göteborg    | bieg na 400 m      | 50,00 s     | + 0,72 s | Marie-José Pérec  |
| złoto   | 13 sierpnia | 1995 | Göteborg    | sztafeta 4 × 400 m | 3:22,39 min | -        | -                 |
| brąz    | 5 sierpnia  | 1997 | Ateny       | bieg na 400 m      | 49,90 s     | + 0,13 s | Cathy Freeman     |
| srebro  | 10 sierpnia | 1997 | Ateny       | sztafeta 4 × 400 m | 3:21,03 min | + 0,11 s | Niemcy            |
| 4.      | 24 sierpnia | 1999 | Sewilla     | bieg na 800 m      | 1:57,40 min | + 0,72 s | Ludmila Formanová |
| srebro  | 29 sierpnia | 1999 | Sewilla     | sztafeta 4 × 400 m | 3:22,09 min | + 0,11 s | Rosja             |
| 4.      | 12 sierpnia | 2001 | Edmonton    | sztafeta 4 × 400 m | 3:26,88 min | + 6,23 s | Jamajka           |
| 27.     | 24 sierpnia | 2003 | Paryż       | bieg na 800 m      | 2:04,21 min | -        | Maria Mutola      |
| złoto   | 31 sierpnia | 2003 | Paryż       | sztafeta 4 × 400 m | 3:22,63 min | -        | -                 |

## Igrzyska panamerykańskie
| Miejsce | Dzień       | Rok  | Miejscowość | Konkurencja        | Czas biegu  | Strata   | Zwycięzca          |
| ------- | ----------- | ---- | ----------- | ------------------ | ----------- | -------- | ------------------ |
| brąz    | 5 sierpnia  | 1991 | Hawana      | bieg na 400 m      | 50,82 s     | + 1,21 s | Ana Fidelia Quirot |
| złoto   | 11 sierpnia | 1991 | Hawana      | sztafeta 4 × 400 m | 3:24,21 min | -        | -                  |

## Halowe mistrzostwa świata
| Miejsce | Dzień    | Rok  | Miejscowość | Konkurencja        | Czas biegu  | Strata   | Zwycięzca       |
| ------- | -------- | ---- | ----------- | ------------------ | ----------- | -------- | --------------- |
| 11.     | 3 marca  | 1989 | Budapeszt   | bieg na 400 m      | 53,28 s     | -        | Helga Arendt    |
| 5.      | 10 marca | 1991 | Sewilla     | bieg na 400 m      | 52,00 s     | + 1,36 s | Diane Dixon     |
| brąz    | 10 marca | 1991 | Sewilla     | sztafeta 4 × 400 m | 3:29,00 min | + 1,78 s | Niemcy          |
| brąz    | 14 marca | 1993 | Toronto     | bieg na 400 m      | 51,37 s     | + 0,40 s | Sandie Richards |
| 5.      | 12 marca | 1995 | Barcelona   | bieg na 400 m      | 52,01 s     | + 1,78 s | Irina Priwałowa |
| złoto   | 9 marca  | 1997 | Paryż       | bieg na 400 m      | 50,96 s     | -        | -               |
| srebro  | 9 marca  | 1997 | Paryż       | sztafeta 4 × 400 m | 3:27,66 min | + 0,82 s | Rosja           |
| brąz    | 7 marca  | 1999 | Maebashi    | bieg na 400 m      | 51,45 s     | + 0,65 s | Grit Breuer     |

## Rekordy życiowe
- bieg na 200 metrów – 23,03 – Gainesville 19/04/1997
- bieg na 200 metrów (hala) – 23,34 – Fayetteville 12/02/2000
- bieg na 300 metrów – 36,07 – Sydney 14/09/2000
- bieg na 400 metrów – 49,40 – Indianapolis 14/06/1997
- bieg na 400 metrów (hala) – 50,83 – Maebashi 06/03/1999
- bieg na 800 metrów – 1:56,40 – Zurych 11/08/1999 (do 21 lipca 2017 rekord Stanów Zjednoczonych)[4]
- bieg na 800 metrów (hala) – 1:59,02 – Nowy Jork 25/02/2002

W 2002 ustanowiła nieoficjalny rekord świata weteranów (powyżej 35. roku życia) w biegu na 400 metrów – 50,27.